# Plockwurst

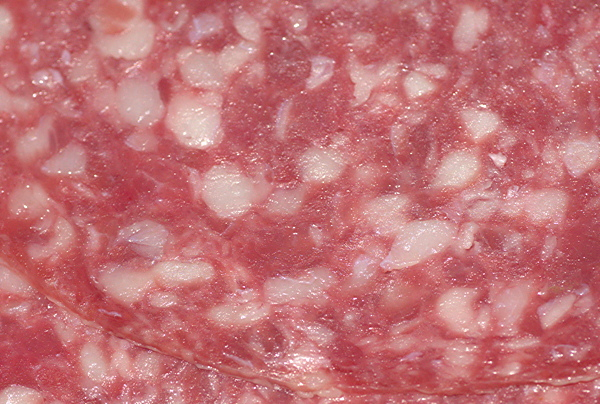
Plockwurst in Nahaufnahme

Plockwurst ist eine meist geräucherte, seltener luftgetrocknete Rohwurst aus grob entsehntem Rindfleisch, fettem Schweinefleisch und Speck. Sie erinnert geschmacklich und von der Konsistenz her an Zervelatwurst, wird aber, ähnlich wie Salami, aus grob gewolftem Fleisch hergestellt.
„Plockwurst einfach“ darf in Deutschland auch sehnenreiches Fleisch und bis zu zehn Prozent Bindemittel enthalten. In der Gastronomie und der Lebensmittelindustrie wird Plockwurst häufig als kostengünstiger Ersatz für Salami (z. B. bei Pizza) verwendet.
Die Herkunft des Namens Plockwurst vermutet der Duden entweder im niederdeutschen Plock (Hackblock) oder im mittelniederdeutschen Wort plock (Pflock), das sich auf die längliche Form beziehen könnte.